# Yonabaru
Yonabaru (jap. 与那原町 Yonabaru-chō) – miasto w Japonii, w prefekturze Okinawa, na wyspie Okinawa. Według danych na rok 2020 miejscowość zamieszkiwało 19 695 mieszkańców , a gęstość zaludnienia wyniosła 3802,1 os./km².